# A Karamazov testvérek
A Karamazov testvérek Fjodor Mihajlovics Dosztojevszkij legnagyobb és egyben legösszetettebb alkotása, Mihail Bahtyin irodalomtudós által polifon szerkesztésűnek nevezett regény. A többszólamúság itt azt jelenti, hogy a család, a testvérek jelleme és sorsa többféle választ is nyújt a legalapvetőbb erkölcsi kérdésekre, az ember fizikai, szellemi, értelmi és erkölcsi arcát ábrázolja a három testvérben. Számos jelenet „nem evilági” alakja egy másik regisztert nyit, a transzcendenciát.

## Keletkezése
A Karamazov testvérek (1879-80) – az író utolsó nagy regénye. Először 1879-80 során folytatásokban jelent meg a Русский вестник című folyóiratban. Dosztojevszkijt halála megakadályozta abban, hogy a tervezett folytatásokat is megírja. Az előképek között számba vehetjük a (középkori eredetű) goethei-fausti motívumot, továbbá a német romantika (Kleist és Hoffmann) regényeit, és – természetesen az orosz epikából – Gogol és Puskin alkotásait).

## Társadalmi tabló
A sokoldalúan megrajzolt társadalmi tabló előterében a három fivér az apagyilkosság vádjával szembesül. A legkisebb, Aljosa a részvét figyelmével mindegyik szólamot megérti, sőt elfogadja, hogy a hibák, bűnök az emberhez tartoznak, vagyis a keresztényi megbocsátás eszközével még a leggyalázatosabb bűnt is feloldhatja.
A szerző A nagy inkvizítor című fejezetben szembesíti a jézusi igazságot a történelmi válaszadások lehetőségével. Ennek ellenpárja Iván párbeszéde az ördöggel, amely egyrészt a szerző kételyeit fogalmazza meg Iván istentagadásával kapcsolatban, másrészt teret ad a lélek hasadtságának bemutatására. (Az ördög. Iván Fjodorovics lidércálma)

## Néhány kiemelt jelenet
- A nagy inkvizítor – Ezt a jelenetet tulajdonképpen evangéliumértelmezésként is tudunk olvasni, és úgy is tekint rá számos olvasó, mint önálló epizódra, ami visszautal az Újszövetségre. Természetesen csatlakozik Iván vívódásához, aki a megkísértés és megváltás válaszait keresi. Ez a fejezet kapcsolja a művet a korábbi Félkegyelműhöz, ahol hétköznapi és nem történelmi-távolító keretek közt jelenik meg egy krisztusi alak, Miskin herceg.
- Zoszima sztarec élete, tanításai
- Az ördög. Iván Fjodorovics lidércálma
- Az ügyész beszéde
- A védő beszéde
- Iljusecska temetése. Beszéd a kőnél

## Szereplők
- Ivan Karamazov: a gondolkodó ember kudarcra ítélt alakja, aki – szembesülve a negyedik testvér végzetre ítélt sorsával – meghasonlik önmagával. A szerző számos olyan vonást kölcsönzött Ivan jellemének megformálásakor, amelyet önmagáról mintázott. Lelkében mind morális, mind az ember általános küldetésével kapcsolatos ellentétek dúlnak (Krisztus és az ördög csatája), és az eldönthetetlen konfliktusok az őrülethez vezetnek.
- Dmitrij Karamazov
- Aljosa Karamazov: Dosztojevszkij regényének a főhőse abban az értelemben, hogy az ideálképzés az ő alakjára épül, a szerző Aljosa további tevékenységét is tervezte, kifejezetten egy eszmény megteremtésének érdekében. Valamelyest Dosztojevszkij így a romantika hagyományát folytatja, és ebben Tolsztoj küldetéstudat-építéséhez hasonlít, amely az orosz realizmus egyik különleges eleme. Aljosa küldetése a következő generációval való törődés, az ideálok megmentése.
- Fjodor Pavlovics Karamazov
- Grusenyka Szvetlova
- Pavel Szmergyakov: alakjának értelmezése a regény egészének értelmezését hozza magával. A gyilkosság problémája, annak megítélése, a tett helye a szerkezetben középpontba helyezi őt.

Egyrészt önéletrajzi elemek teszik roppant feszültté és szinte kitapinthatóvá a figurát és a hozzá kapcsolt eseményeket, így olvashatunk hitelesen az epilepszia kiszolgáltatottságáról, az apa iránti félelemről és lefojtott agresszióról, továbbá érthetjük meg a befolyásolhatóságot és a gyilkos tettig való eljutást, érezhetjük át a törvényen kívüliség, a kirekesztettség rendkívüli érzelmeit. Szmergyakov alakja a három fivér (kivált Aljosa) ellenpólusa, de Iván szerepén keresztül azok hibáinak felnagyítása.
- Zoszima sztarec
- Katyerina Ivanovna
- Kolja Kraszotkin
- Iljusecska: Dosztojevszkij a megalázottság és az együttérzés érzelmeinek megjelenítésére alkotta Iljusecska alakját. Ezzel esélyt ad Aljosának, hogy pontosítsa küldetésének célját (egy eszményt nevez meg, erre is fűzte volna a regény folytatását), egyben erőteljes hangsúlyt ad a realizmus egyik legfontosabb motívumának, a kisemmizettek (a társadalmi hierarchia áldozatai) iránti részvétnek.

## Magyarul
- Három orosz fiú története; Dosztojevszkij A Karamazov testvérek c. regényéből a serdültebb ifjúság számára átdolg. Oreszt Miller, ford. Faludi Iván; Világirodalom, Bp., 192?
- Karamazov testvérek, 1-3.; ford. Szabó Endre, bev. Földi Mihály; Révai, Bp., 1922
- Dostojevski: A főinkvizítor; ford. Sima Elemér; Fischer, Wien, 1922 (Klasszikus írások)
- A főinkvizítor; Siményi, Bp., 1943
- A Karamazov-testvérek. Regény, 1-2.; ford. Institoris Irén, bev. Sőtér István; Európa, Bp., 1959 (A világirodalom klasszikusai)
- A Karamazov testvérek, 1-2.; ford. Makai Imre; Magyar Helikon, Bp., 1971